# Вампілов Олександр Валентинович
Олекса́ндр Валенти́нович Вампі́лов (19 серпня 1937, Черемхово, Іркутська область — 17 серпня 1972, Порт Байкал, Іркутська область) — російський радянський драматург бурятського походження.

## Біографія
Батьки Олександра Вампілова мешкали в селиші Кутулик Аларського району, але народився майбутній драматург в Черемховському пологовому будинку.
Закінчив філологічний факультет Іркутського університету (1960). Дебютував у 1958. Під псевдонімом «А. Санин» випустив збірку гумористичних оповідань «Стечение обстоятельств» (1961).
Потонув в озері Байкал. Похований в Іркутську.

## Твори
- «Прошлым летом в Чулимске» (1972)
- «Письма»
- «Старший сын» (1968)
- «Квартирант»
- «Месяц в деревне, или Гибель одного лирика»
- «Из записных книжек»
- «Прощание в июне» (1966)
- «Процесс»
- «Сто рублей новыми деньгами»
- «Утиная охота» (1970)
- «Провинциальные анекдоты» (1970)

Творчість Вампілова повністю деідеологізована. Ніде в його художніх творах не вживаються слова «соціалізм», «комунізм», «капіталізм», «Ленін», «партія» и т.ін.
Твори Олександра Вампілова перекладено англійською, білоруською, болгарською, угорською, іспанською, китайською, німецькою, французькою, польською, чеською та іншими мовами.

## Вшанування пам'яті
На честь Олександра Вампілова названий астероїд головного поясу 3230 Вампілов, відкритий 8 червня 1972 року.
Наказом Міністерства культури РРФСР ім'я драматурга присвоєно Аларській районній бібліотеці.
У 1987 році на його батьківщині в селищі Кутулик створений музей О. Вампілова.
Його ім'ям названо Іркутський театр юного глядача.
У 1996 році в Іркутську створений Фонд Олександра Вампілова.